# Aparelho psíquico
Aparelho psíquico designa os modelos concebidos por Sigmund Freud para explicar a organização e o funcionamento da mente. Para isso, ele propôs cronologicamente algumas hipóteses, entre as quais as mais conhecidas são: 
1. a hipótese econômica, que concerne essencialmente à quantidade e movimento da energia na atividade psíquica;
2. a hipótese topográfica, que tenta localizar a atividade mental em lugares virtuais do aparelho psíquico, que ele inicialmente dividiu em consciente, pré-consciente e inconsciente; e a
3. hipótese estrutural, na qual ele finalmente dividiu a mente em três instâncias funcionais: id, ego e superego, atribuindo a cada uma delas uma função específica.

Embora cada hipótese represente uma evolução do pensamento de Freud, não se afirma categoricamente que a mais recente suprime as anteriores, mas apenas que a partir dali a psicanálise passou a enfocar as relações entre as três instâncias psíquicas em vez de apenas classificar um conteúdo mental como consciente ou inconsciente. A ênfase, portanto, está na busca contínua através de décadas de estudos no sentido de aprimorar a tópica do aparelho psíquico.